# Stadio (gruppo musicale)
Gli Stadio sono un gruppo musicale italiano formatosi nel 1977 a Bologna. Gli attuali componenti sono Gaetano Curreri (voce e tastiera), Roberto Drovandi (basso) e Andrea Fornili (chitarra).
Il gruppo ha vinto il Festival di Sanremo 2016 con la canzone Un giorno mi dirai.

## Storia
Il gruppo ha una lunga genesi progressiva come band di accompagnamento di Lucio Dalla già a partire dalla metà degli anni settanta: il primo album del cantautore bolognese in cui compare la maggior parte del parco-strumentisti che darà origine agli Stadio è Anidride solforosa, del 1975. I futuri Stadio presenti in questo album sono Giovanni Pezzoli alla batteria, Marco Nanni al basso e Fabio Liberatori alle tastiere. Gli stessi musicisti li ritroviamo nel 1977 nell'album Come è profondo il mare. Al disco successivo, Lucio Dalla, che esce nel febbraio del 1979 si aggiunge il chitarrista Ricky Portera. Alla vigilia del tour Banana Republic, che vede l'uno a fianco dell'altro Lucio Dalla e Francesco De Gregori (che si fa invece accompagnare dai Cyan), alla line-up si aggiunge il tastierista e corista Gaetano Curreri, futuro cantante della band. La fondazione ufficiale del gruppo risale alla primavera del 1981 ed è lo stesso Dalla a sceglierne il nome, ispirato dall'omonimo quotidiano sportivo bolognese: nel corso della tournée estiva di Lucio Dalla, gli Stadio propongono le loro prime due canzoni, Grande figlio di puttana e l'energica Chi te l'ha detto, rispettivamente lato B e lato A del loro primo singolo a 45 giri, che esce alla fine dell'anno. Le due canzoni fanno parte della colonna sonora del film Borotalco di Carlo Verdone, assieme al brano Un fiore per Hal, anch'esso pubblicato nel primo LP della band, Stadio, che esce nella primavera del 1982 per la RCA Italiana e che vede la partecipazione di Dalla, Ron e Jimmy Villotti (suo l'intro di chitarra in Grande figlio di puttana) come ospiti.
Un fiore per Hal è una lunga suite, cantata da Ricky Portera insieme a Lucio Dalla. Portera tornerà a cantare anche in seguito nel brano La mattina (presente nel Q-disc Chiedi chi erano i Beatles) mentre Dalla apparirà spesso (anche con lo pseudonimo di Domenico Sputo) nei cori per gli Stadio.

### Gli anni ottanta
Il 1983 vede l'uscita su 45 giri di uno dei brani che segnerà indelebilmente la loro carriera: Acqua e sapone, per l'omonimo film di Carlo Verdone. Lo stesso anno accompagnano in studio e in tour Ron con il quale registreranno anche l'album live Tutti i cuori viaggianti che vedrà aggiungersi al gruppo il chitarrista ritmico Marco Bonino e al basso Claudio Golinelli (in seguito collaboratore fisso di Vasco Rossi) al posto di Marco Nanni che invece suonerà il sassofono e le percussioni.
Nel 1984 sono al Festival di Sanremo con Allo stadio giungendo ultimi. La canzone viene pubblicata all'interno dell'album La faccia delle donne, che esce subito dopo il Festival.
Poche settimane prima del Festival il batterista Pezzoli, durante il tour che la band sta facendo con Dalla per l'album 1983, si ferisce gravemente a un occhio mentre monta la sua batteria. Viene chiamato in sostituzione Massimo Cappa, giovane batterista emiliano, che parteciperà al Festival e alle uscite televisive successive della band (e anche in tour con Lucio Dalla) apparendo anche nel videoclip del brano Dentro le scarpe che diventerà sigla della trasmissione televisiva L'Orecchiocchio.
Sempre nel 1984 partecipano alla colonna sonora di Vediamoci chiaro un film di Luciano Salce che vede la presenza del brano Ti senti sola e le musiche originali di Liberatori e si esibiscono a Vota la voce presentando il brano Porno in tv scritto per loro da Lucio Dalla.
Alla fine dello stesso anno, grazie all'opportunità offerte dal supporto Qdisc, esce l'EP Chiedi chi erano i Beatles, che comprende anche la canzone omonima, uno dei più grandi successi degli Stadio, che nel frattempo hanno reintegrato Giovanni Pezzoli alla batteria dopo il grave infortunio all'occhio. Gli altri testi saranno scritti dal paroliere di fiducia Luca Carboni. Il brano Vorrei entrerà a far parte della colonna sonora del film di Carlo Verdone, I due carabinieri insieme a Ba...ba...ballando e La mattina, entrambe presenti nel Q-disc. Nel brano Vedovo Armando e signora si può ascoltare la voce di Lucio Dalla come corista. Questo minialbum sarà l'ultimo con la formazione originale.
Nel dicembre del 1985, dopo alcune partecipazioni televisive e live accanto a Dalla per presentare l'album Bugie, Fabio Liberatori, stanco della vita on the road, decide di uscire dal gruppo per proseguire la propria carriera di arrangiatore in studio di registrazione (lavorerà tra gli altri con Paola Turci, Ivan Graziani e Mario Castelnuovo) e compositore per il cinema soprattutto con l'amico Verdone. Lo sostituisce, nei concerti, il tastierista napoletano Aldo Fedele. Liberatori tornerà a collaborare col gruppo in due album degli anni novanta, Di volpi, di vizi e di virtù e Dammi 5 minuti.
Nel 1985 e fino al 1990 entrerà nella band come produttore e membro aggiunto il polistrumentista Roberto Costa. In realtà Costa sarà anche arrangiatore ed esecutore di quasi tutte le parti di basso e tastiere al posto del defezionario Liberatori e di Nanni relegato sempre più alla semplice partecipazione nei live. Nel libro dedicato alla band (Chiedi chi sono gli Stadio di Melisanda Massei Autunnali), Marco Nanni sottolinea proprio il suo disagio nell'essere stato praticamente estromesso dal lavoro in studio della band (a favore di Costa) nonostante nelle foto e nelle partecipazioni televisive fosse sempre presente.
Nel febbraio 1986 gli Stadio tornano nuovamente a Sanremo, senza Liberatori uscito dalla band proprio alla vigilia della manifestazione, portando in gara Canzoni alla radio, con la quale, tuttavia, per la seconda volta consecutiva, si classificano ultimi. Nell'album omonimo che segue sono incluse Lunedì Cinema, già da alcuni anni sigla di apertura di Lunedifilm, rubrica del lunedì sera dedicata da Rai Uno alla trasmissione di grandi film, la rockeggiante Incubo assoluto (scritta per loro da Roberto "Freak" Antoni) e la generazionale Giacche senza vento (su testo del regista Ambrogio Lo Giudice). Lo stesso anno gli Stadio partecipano alla tournée americana di Lucio Dalla dalla quale verrà estratto il fortunato album live DallAmeriCaruso. In quell'occasione il gruppo esegue in proprio Grande figlio di puttana. Subito dopo questa esperienza, anche Ricky Portera esce dal gruppo.
Nel 1987 il tastierista Beppe D'Onghia inizia a collaborare subentrando a Fedele (che prenderà proprio il posto di D'Onghia come tastierista di Luca Carboni) e all'inizio dell'anno successivo arriva la prima raccolta, Canzoni alla Stadio, che contiene due inediti: Bella più che mai (con testo di Vasco Rossi) destinata a diventare un classico della band, e la ritmata Tu vuoi qualcosa, presentata al Festivalbar e che per un periodo sarà anche sigla de Il processo del lunedì.
Nel 1988 gli Stadio partecipano al progetto Dalla/Morandi suonando sia nell'album che nel lungo tour all'interno del quale eseguiranno anche alcuni brani del proprio repertorio a iniziare dai due inediti di Canzoni alla Stadio.
Nel 1989 esce Puoi fidarti di me, trainato dal buon successo del singolo omonimo scritto da Luca Carboni.

### Gli anni novanta
Tra il 1989 e il 1990 avviene il definitivo "strappo" con Lucio Dalla. Curreri vuole per la sua band maggiore spazio, dato che si trova a poter promuovere i brani degli Stadio solo nei momenti di pausa dal lavoro di Dalla. L'ultima collaborazione ufficiale tra il gruppo e Dalla avviene per la lavorazione dell'album di Robert & Cara (Robert Sidoli e Carolina Balboni, coristi di Dalla) per i quali Curreri e D'Onghia firmano con Dalla il brano I segreti dell'amore (curiosamente all'album collaborerà il loro vecchio chitarrista Ricky Portera). Subito dopo la band inizia una nuova vita senza il suo pigmalione e con molti problemi interni causati dalla assoluta instabilità del progetto privato del suo principale "sponsor".
Sul finire dell'estate del 1990, dopo la lunga partecipazione della band al Cantagiro, Beppe D'Onghia prende la decisione di tornare a collaborare anche con Lucio Dalla (sarà, negli anni successivi, anche produttore e arrangiatore di Dalla). Di lì a poco anche Sutera, dopo una partecipazione televisiva con gli Stadio ad uno show dedicato ai Beatles, decide di entrare nel team di Dalla e viene sostituito dal giovanissimo Roberto Drovandi (ex bassista di Luca Carboni). Gaetano Curreri e Giovanni Pezzoli restano gli unici componenti originari. A loro si è aggiunto da pochi mesi Andrea Fornili alla chitarra, già navigato turnista per Loredana Bertè, Eros Ramazzotti e Miguel Bosé e che da tempo collaborava con Curreri (insieme realizzarono diversi spot televisivi e la colonna sonora del film Stasera a casa di Alice con la supervisione di Vasco Rossi). Entra nel gruppo anche il produttore Luca Orioli che suonerà le tastiere (in studio) e curerà gli arrangiamenti e torna il vecchio amico Aldo Fedele come tastierista nei concerti insieme ad Alessandro Magri, anch'egli alle tastiere e programmazione computer.
Sul finire del 1990 anche Pezzoli però accetta l'invitante offerta dell'amico Dalla e parte con lui nel tour di Cambio. Curreri questa volta accetta la partecipazione di Pezzoli al tour di Dalla purché temporanea e prepara in studio (insieme al fido Saverio Grandi) il nuovo lavoro degli Stadio.
Verso la metà del tour di Dalla, gli Stadio devono iniziare la promozione del loro nuovo singolo e Pezzoli, a differenza dei suoi giovani colleghi (D'Onghia e Sutera), sceglierà di seguire il gruppo abbandonando definitivamente il lavoro con Dalla (tornerà nel 1996 ma solo in studio per l'album Canzoni).
Nel 1991, la BMG immette sul mercato il Volume 2 di Canzoni alla Stadio. Questa operazione viene vista polemicamente dal gruppo come un'azione di disturbo della vecchia casa discografica in seguito all'imminente uscita del loro nuovo album per la concorrente EMI. Ma la raccolta non troverà il successo della precedente, mentre il primo album del nuovo corso artistico regala agli Stadio il loro primo disco d'oro. Infatti nel 1991 esce il singolo Generazione di fenomeni sigla del telefilm di Rai 2 I Ragazzi del muretto che anticipa album Siamo tutti elefanti inventati (ritenuto dai critici il più riuscito insieme a La faccia delle donne), che segna l'inizio della collaborazione del gruppo con Saverio Grandi, tuttora loro autore di fiducia. Nell'album, concepito con l'attore e loro amico Alessandro Bergonzoni, addetto ai "titoli" per la band, compaiono numerose collaborazioni, quali Ci sarà (vita controvento) di Ivano Fossati (che in seguito avrebbe inserito il brano nel suo repertorio), Segreteria telefonica scritta da Claudio Lolli e Pelle a pelle di Luca Carboni e Bruno Mariani (ex chitarrista della band).

Nel 1992 Stabiliamo un contatto, dove si affacciano altri nomi illustri della canzone d'autore: Per la bandiera è scritta da Francesco Guccini in memoria degli agenti di scorta di Falcone e Borsellino; l'artista emiliano firma anche Swatch, una sorta di quadro generazionale; Jovanotti scrive il testo di Libero di cambiare e ancora Bergonzoni firma il testo surreale de L'appostamento e quello più impegnato per Lo scatolone, rivolto ai pericoli sull'assuefazione televisiva.
StadioMobileLive è il primo lavoro on stage pubblicato nell'autunno del 1993, con l'inedita Un disperato bisogno d'amore (pubblicata anche in versione remix per le discoteche sulla base strumentale di U Got 2 Let The Music dei Cappella).
Di volpi, di vizi e di virtù, pubblicato nel 1995 vede tra gli altri le firme di Roberto Vecchioni per Canzone d'amore sprecato e Edoardo Bennato, che suona l'armonica in Maledettamericatiamo canzone scritta dal poeta bolognese Roberto Roversi autore anche di Ma se guido una Ferrari inclusa nello stesso album. Inoltre è inclusa Ballando al buio, che diventerà uno dei loro maggiori successi. Ancora due anni dopo è la volta di Dammi 5 minuti, che esce nella primavera del 1997 e racchiude tra le altre Un volo d'amore sulla storia di due giovani fidanzati uccisi nel conflitto serbo/bosniaco.
Nel 1998 gli Stadio pubblicano una Ballate fra il cielo e il mare, raccolta tematica che comprende, insieme a quattro inediti, nuove versioni delle loro canzoni d'amore, chiamate "ballate" mutuandolo dall'inglese ballad. Il disco viene riedito nel febbraio successivo con l'aggiunta della canzone Lo zaino, scritta da Vasco Rossi, che il gruppo porta in gara al Festival di Sanremo classificandosi quinto. Nell'autunno del 2000 arriva nei negozi di dischi l'album Donne & colori, con cui gli Stadio tentano - grazie anche alla produzione di Guido Elmi e Frank Nemola - un inedito approccio etnico: il risultato più interessante di questa nuova tendenza è la canzone In paradiso con te, interpretata con la cantante israelo-palestinese Amal Murkus. Il disco ospita anche due brani col testo del poeta Roberto Roversi, già autore per loro di altre canzoni tra cui Chiedi chi erano i Beatles: La ragazza col telefonino e Doma il mare il mare doma, dedicata a Diego Armando Maradona. L'album ottiene comunque un tiepido successo ed è tra gli episodi meno riusciti della loro carriera.

### Gli anni duemila

#### Occhi negli occhi
Nel 2002 arriva un album che dà nuovo slancio alla carriera della band, dopo la pausa di riflessione del precedente disco, raccolta di ballate. Esce infatti Occhi negli occhi, anticipato dall'intenso singolo Sorprendimi e seguito da Il segreto.
Nel 2003, durante una tappa della tournée ad Acireale, Curreri rimane vittima di un ictus. Per sua fortuna, un medico presente in platea gli salverà la vita.
Lo stesso anno, con grande piacere dei fans, gli Stadio tornano a duettare con Lucio Dalla, dopo anni di polemiche, in una trasmissione televisiva nella quale la band e il loro talent-scout eseguono l'ironico brano Grande figlio di puttana. Pur non riprendendo a lavorare insieme, da quel momento i rapporti tra Curreri e Dalla tornano ad essere distesi. Nello stesso periodo avviene anche un inaspettato duetto tra Curreri e Portera, ex chitarrista e "immagine" del primo periodo della band. I due, insieme a Pezzoli e Roberto Costa al basso lavoreranno al secondo album di Portera, Ci sono cose, uscito un paio d'anni dopo, realizzando una nuova versione di Canzoni alla radio.

#### L'amore volubileeCanzoni per parrucchiere
Con l'uscita nel 2005 dell'album L'amore volubile, gli Stadio tornano con un album che sembra percorrere diverse traiettorie dal Pop-rock d'autore d'origine del gruppo. All'origine di questo diverso percorso figura Saverio Grandi autore e produttore dell'album. Nel 2006 pubblicano il CD Canzoni per parrucchiere Live Tour registrato durante una tappa dell'omonimo tour teatrale, lo stesso CD e il tour vincono a Luglio il Premio Lunezia. 
Con lo stesso nome viene pubblicato il loro primo DVD di un concerto.

#### Parole nel vento
Nel 2007, assieme a Marco Falagiani e a Giancarlo Bigazzi, Gaetano Curreri e Saverio Grandi scrivono ...E mi alzo sui pedali per la produzione RAI Marco Pantani, di cui è stato girato anche un videoclip. La canzone è contenuta anche nel nuovo album Parole nel vento che esce subito dopo la partecipazione a Sanremo con la canzone Guardami (tredicesima classificata). L'album sembra confermare il percorso intrapreso con l'album L'amore volubile distanziandosi dalla vena cantautorale che aveva contraddistinto i precedenti album. All'uscita dell'album segue un tour prima nei teatri e nei palazzetti dello sport, poi nelle piazze. Nel 2007 vincono il premio di miglior gruppo italiano al Venice Music Awards. Il 9 novembre 2007 esce il triplo cofanetto Platinum Collection, che raccoglie i più grandi successi della band dai primi anni ai nostri giorni: le canzoni datate al periodo con la RCA Italiana vengono riproposte nelle nuove versioni realizzate nel corso degli anni dal gruppo. Alla pubblicazione del cofanetto fa seguito un omonimo tour teatrale, che ha preso il via il 17 novembre 2007.

#### Diluvio universaleeDiamanti e caramelle
Il 20 marzo 2009 esce il nuovo album dal titolo Diluvio universale: la canzone omonima è scritta insieme a Vasco Rossi e Alessandro Magri, e arrangiata da Alessandro Magri, all'interno dell'album è presente anche la traccia Resta come sei, composta e cantata insieme al cantautore Fabrizio Moro. Il 23 marzo è partito l'omonimo tour da Bologna; in alcune tappe c'è stata la partecipazione di Noemi e di Fabrizio Moro. Il 6 marzo 2009 viene pubblicato il singolo Gioia e dolore.
Il 26 agosto 2011 viene pubblicato Gaetano e Giacinto, brano dedicato a Gaetano Scirea e Giacinto Facchetti, nonché singolo apripista dell'album Diamanti e caramelle che viene commercializzato dal 27 settembre 2011. Nell'album è incluso il brano La promessa in duetto con Noemi, che viene eseguita anche durante il Diamanti e caramelle tour. Il 3 febbraio 2012 viene estratto il terzo singolo Poi ti lascerò dormire, brano usato anche come colonna sonora nel film di Carlo Verdone Posti in piedi in paradiso. Il 4 maggio 2012 viene estratto come quarto singolo il brano La promessa brano cantato insieme a Noemi; del singolo viene realizzato anche un videoclip per la regia di Gaetano Morbioli.
Il 25 giugno prendono parte al Concerto per l'Emilia.

#### 30 i nostri annieImmagini del vostro amore
Il 30 ottobre 2012 viene pubblicato il terzo album live degli Stadio: 30 I nostri anni per celebrare i trent'anni di carriera del gruppo. Si tratta di un'antologia con tre inediti, due scritti insieme a Fabrizio Moro (I nostri anni) e Luca Carboni (Bella), che sono rispettivamente il primo e il secondo singolo estratti dall'album, e il terzo firmato da Pioppi e Fornili (Dall'altra parte dell'età); gli altri brani sono eseguiti insieme all'orchestra sinfonica Sanremo Festival Orchestra, gli arrangiamenti e la direzione d'orchestra sono stati del M° Bruno Santori.
Il 24 ottobre 2013 viene pubblicato il singolo Immagini del nostro amore apripista della raccolta, pubblicata il 19 novembre, Immagini del vostro amore contenente duetti con Noemi (in La promessa) e Saverio Grandi (in Cortili lontani) e una collaborazione con i Solis String Quartet (in La mia canzone per te).

### Il ritorno alFestival di Sanremonel 2016 e la vittoria
Il 14 febbraio 2016 vincono la 66ª edizione del Festival di Sanremo nella sezione "Campioni" con il brano Un giorno mi dirai, che anticipa il nuovo album degli Stadio dopo cinque anni da Diamanti e caramelle: Miss nostalgia, uscito il 12 febbraio 2016. Durante la kermesse vincono anche il premio per la miglior cover con il brano La sera dei miracoli, il premio per la miglior musica "Giancarlo Bigazzi"  e il premio della Sala Stampa "Lucio Dalla".
Pur avendo la possibilità di rappresentare l'Italia all'Eurovision Song Contest 2016 in quanto vincitori del Festival di Sanremo, gli Stadio hanno deciso di non prendere parte all'evento di Stoccolma perché impegnati in un tour; al loro posto è stata scelta Francesca Michielin, seconda classificata alla manifestazione canora italiana.
Il 25 marzo 2016 Pezzoli è stato colpito da un grave malore che ha portato il gruppo a cancellare le restanti date del tour. Il batterista morirà il 29 dicembre 2022, dopo un aggravamento delle sue condizioni di salute.

## Formazione

### Formazione attuale
- Gaetano Curreri – voce, tastiera (1977-presente)
- Andrea Fornili – chitarra (1991-presente)
- Roberto Drovandi – basso (1991-presente)

### Ex componenti
- Fabio Liberatori – tastiera (1977-1986)
- Ricky Portera – chitarra (1977-1986)
- Marco Nanni – basso (1977-1989)
- Giovanni Pezzoli – batteria (1977-2022)
- Beppe D'Onghia – tastiera (1987-1991)

### Turnisti
- Roberto Costa – basso, contrabbasso, programmazione tastiere, tastiere, percussioni, arrangiamenti, ingegnere del suono
- Maurizio Piancastelli – tromba, cori, flicorno, tastiera, percussioni
- Fabrizio Foschini – tastiera
- Andrea Poltronieri – sassofono (dal tour "Diamanti e caramelle", inverno 2011)
- Alessandro Magri – arrangiamenti e tastiere in studio
- Adriano Molinari - batteria

### Ex-turnisti
- Marco Bonino – chitarra (1983)
- Claudio Golinelli – basso (1983, 1991)
- Luca Orioli – tastiera (1991-1992)
- Massimo Sutera – basso (1990-1991)
- Aldo Fedele – tastiera (1985-1987, 1991-2000)
- Massimo Cappa – batteria (1984)
- Romano Trevisani – chitarra (1988)
- Bruno Mariani – chitarra (1988-1989)
- Roberto Guarino – chitarre (1989-1990, 1992-1993)
- Sandro Comini – trombone, percussioni (1983-1989, 1991-2000)
- Massimo Bozzi – sassofono (1989-1990)
- Paride Sforza – sassofono (1988-1989, 1991-2000)

## Discografia

### Album in studio
- 1982 – Stadio
- 1984 – La faccia delle donne
- 1986 – Canzoni alla radio
- 1989 – Puoi fidarti di me
- 1991 – Siamo tutti elefanti inventati
- 1992 – Stabiliamo un contatto
- 1995 – Di volpi, di vizi e di virtù
- 1997 – Dammi 5 minuti
- 2000 – Donne & colori
- 2002 – Occhi negli occhi
- 2005 – L'amore volubile
- 2007 – Parole nel vento
- 2009 – Diluvio universale
- 2011 – Diamanti e caramelle
- 2016 – Miss nostalgia

### Album dal vivo
- 1993 – Stadiomobile Live
- 2006 – Canzoni per parrucchiere Live Tour
- 2012 – 30 I nostri anni

### Raccolte
- 1988 – Canzoni alla Stadio
- 1991 – Canzoni alla Stadio 2
- 1992 – I grandi successi
- 1994 – Acqua e sapone
- 1996 – Il canto delle pellicole
- 1998 – Ballate fra il cielo e il mare
- 2000 – I miti musica
- 2003 – Storie e geografie
- 2007 – The Platinum Collection
- 2011 – I più grandi successi
- 2012 – Un'ora con Stadio
- 2013 – Immagini del vostro amore